# Äspinge socken
Äspinge socken i Skåne ingick i Frosta härad och området ingår sedan 1971 i Hörby kommun och motsvarar från 2016 Äspinge distrikt.
Socknens areal är 34,23 kvadratkilometer varav 34,10 land. År 2000 fanns här 525 invånare. Kyrkbyn Äspinge  med sockenkyrkan Äspinge kyrka ligger i socknen.

## Administrativ historik
Socknen har medeltida ursprung. 
Vid kommunreformen 1862 övergick socknens ansvar för de kyrkliga frågorna till Äspinge församling och för de borgerliga frågorna bildades Äspinge landskommun. Landskommunen uppgick 1952 uppgick i Östra Frosta landskommun som uppgick 1969 i Hörby köping som ombildades 1971 till Hörby kommun. Församlingen uppgick 2002 i Hörby församling.
1 januari 2016 inrättades distriktet Äspinge, med samma omfattning som församlingen hade 1999/2000.  
Socknen har tillhört län, fögderier, tingslag och domsagor enligt vad som beskrivs i artikeln Frosta härad. 

## Geografi
Äspinge socken ligger öster om Hörby kring Hörbyån med Linderödsåsen i öster. Socknen är en kuperad mossrik skogsbygd.

## Fornlämningar
Från stenåldern är några boplatser funna. Från järnåldern finns ett gravfält med domarringar. 

## Namnet
Namnet skrevs 1289 Äspingä och kommer från kyrkbyn. Namnet innehåller aspe, 'aspbestånd' och inbyggarbeteckningen inge.
Före 1910 skrevs namnet Espinge socken och före 22 oktober 1927 skrevs namnet även Östra Äspinge socken.